# Eupithecia conviva
Eupithecia conviva är en fjärilsart som beskrevs av Karl Dietze 1910. Eupithecia conviva ingår i släktet Eupithecia och familjen mätare. Inga underarter finns listade i Catalogue of Life.